# 古賓佩爾什
50°32′55″N 25°2′53″E / 50.54861°N 25.04806°E
古賓佩爾什（烏克蘭語：Губин Перший），是烏克蘭的村落，位於該國西部沃倫州，由盧茨克區負責管轄，始建於1570年，面積15.33平方公里，海拔高度215米，2001年人口449，人口密度每平方公里29.29人。